# カンデーラ
カンデーラ（イタリア語: Candela）は、イタリア共和国プッリャ州フォッジャ県にある、人口約2,800人の基礎自治体（コムーネ）。

## 地理

### 位置・広がり

#### 隣接コムーネ
隣接するコムーネは以下の通り。括弧内のPZはポテンツァ県 （バジリカータ州）所属を示す。
- アスコリ・サトリアーノ
- デリチェート
- メルフィ (PZ)
- ロッケッタ・サンタントーニオ
- サンターガタ・ディ・プーリア